# Ambienti d'alta quota del Colle del Gran San Bernardo
Ambienti d'alta quota del Colle del Gran San Bernardo este o arie protejată (arie specială de conservare — SAC, sit de importanță comunitară — SCI) din Italia întinsă pe o suprafață de 750 ha, integral pe uscat.

## Localizare
Centrul sitului Ambienti d'alta quota del Colle del Gran San Bernardo este situat la coordonatele 45°52′00″N 7°08′49″E / 45.866667°N 7.146944°E.

## Înființare
Situl Ambienti d'alta quota del Colle del Gran San Bernardo a fost declarat sit de importanță comunitară în septembrie 1995 pentru a proteja 6 specii de animale. Situl a fost protejat și ca arie specială de conservare în februarie 2013.

## Biodiversitate
Situată în ecoregiunea alpină, aria protejată conține 12 habitate naturale: Pajiști boreale și alpine pe substrat silicios, Roci stâncoase cu vegetație pionieră de Sedo-Scleranthion sau Sedo albi-Veronicion dillenii, Grohotișuri calcaroase și de șisturi calcaroase de la nivelul montan până la nivelul alpin (Thlaspietea rotundifolii), Râuri de munte și vegetația erbacee de pe malurile acestora, Grohotișuri silicioase de la nivelul montan până la nivelul zăpezii (Androsacetalia alpinae și Galeopsietalia ladani), Lespezi calcaroase, Pajiști alpine și boreale, Liziere de ierburi înalte hidrofile de câmpie și de nivel montan până la alpin, Pante stâncoase silicioase cu vegetație casmofită, Pante stâncoase calcaroase cu vegetație casmofită, Pajiști alpine și subalpine calcaroase, Formațiuni ierboase bogate în specii de Nardus, dezvoltate pe substraturi silicioase în zone montane (și în zone submontane, în Europa continentală).
La baza desemnării sitului se află mai multe specii protejate:
- păsări (4): potârnichea de stâncă (Alectoris graeca saxatilis), acvilă de munte (Aquila chrysaetos), Lagopus muta helvetica, Pyrrhocorax pyrrhocorax
- mamifere (1): liliac cârn (Barbastella barbastellus)
- nevertebrate (1): fluturele auriu (Euphydryas aurinia)

Pe lângă speciile protejate, pe teritoriul sitului au mai fost identificate 4 specii de plante, 5 specii de mamifere, 1 specie de nevertebrate.